# Мойсей розбиває скрижалі Заповіту
Мойсей розбиває скрижалі Заповіту (нід. Mozes en de tafelen der wet) — картина голландського художника Рембрандта Харменса ван Рейна, створена в 1659 році. За основу взятий біблійний сюжет з Книги Вихід (Вихід, 32:19), що входить у Старий Заповіт. Наразі картина перебуває в Берлінській картинній галереї, що в Берлін, Німеччина. Їй присвоєно інвентарний номер — Ident.Nr. 811.

## Історія створення
Картина «Мойсей, який розбиває Скрижалі Заповіту» була написана в період проживання Рембрандта на околиці Амстердама в районі поселення єврейської громади. В це місце він вимушено переселився після того, як в 1657—1658 роках розпродав своє майно і будинок через банкрутства, про яке, згодом, був вимушений заявити публічно. Разом з сином і Корнелією (донькою від колишньої співмешканки Хендрік'є Стоффельс) він оселився в орендованому за 225 флоринів щорічно будинку по вулиці Розенграхт (нід. Rozengracht). Вибір сюжету зі Старого Завіту для картини пов'язаний з глибоким впливом на художника руху менонітів, а також рабина Менашше бен Ізраїля, з яким Рембрандт був в досить тісних відносинах.

## Опис
Згідно з Книгою Виходу Мойсей вирушив на гору Синай, щоб отримати подальші настанови від Бога. Вони були записані на двох кам'яних скрижалях по обидва боки. За відсутності пророка, серед народу почалися хвилювання і вимагати від Аарона, щоб той показав їм божество, якому вони будуть приносити жертву і молитися. Останній наказав кожному принести йому будь-який виріб із золота, після чого виплавив золотого тільця. Після цього він вказав на те, що саме це божество звільнило народ Ізраїлю від єгипетського полону. Коли Мойсей спустився з гори, він почув шум і спів, а коли підійшов ближче то побачив народ, який танцював навколо золотого ідола. Через те, що народ не дочекався його і увірував в нове божество, золотого тільця, пророк в гніві розбив кам'яні скрижалі на безліч рештків. Крім цього, Мойсей спалив ідола, попіл розвіяв над водою і змусив кожного, хто засумнівався в Богові — пити цю воду.